# Ljustjärnen (Anundsjö socken, Ångermanland, 705145-158104)
Ljustjärnen är en sjö i Örnsköldsviks kommun i Ångermanland och ingår i Ångermanälvens huvudavrinningsområde.